# Жуан Карлос Батіста Піньєйро
Жуан Карлос Батіста Піньєйро (порт. João Carlos Batista Pinheiro, 13 січня 1932, Кампус-дус-Гойтаказіс — 30 серпня 2011, Ріо-де-Жанейро) — бразильський футболіст, що грав на позиції захисника, зокрема, за клуб «Флуміненсе», а також національну збірну Бразилії. По завершенні ігрової кар'єри — тренер.
Дворазовий переможець Ліги Каріока. Переможець Ліги Баїяно. Володар Кубка Бразилії (як тренер). Переможець Ліги Каріока (як тренер). 

## Клубна кар'єра
У футболі дебютував 1947 року виступами за команду «Американо». 
Своєю грою за цю команду привернув увагу представників тренерського штабу клубу «Флуміненсе», до складу якого приєднався 1948 року. Відіграв за команду з Ріо-де-Жанейро наступні п'ятнадцять сезонів своєї ігрової кар'єри. Більшість часу, проведеного у складі «Флуміненсе», був основним гравцем команди. Провів у складі клубу з Ріо 605 матчів, що стало другим результатом в історії команди.
Протягом 1963 року захищав кольори клубу «Бонсусессо».
Завершив ігрову кар'єру у команді «Баїя», за яку виступав протягом 1964 року.

## Виступи за збірну
1952 року дебютував в офіційних матчах у складі національної збірної Бразилії. Протягом кар'єри у національній команді провів у її формі 17 матчів, забивши 1 гол.
У складі збірної був учасником:
чемпіонату Південної Америки 1953 року у Перу, де разом з командою здобув «срібло»;
чемпіонату світу 1954 року у Швейцарії, де зіграв з Мексикою (5-0), Югославією (1-1) і в чвертьфіналі з Угорщиною (2-4).

## Кар'єра тренера
Розпочав тренерську кар'єру, повернувшись до футболу після невеликої перерви, 1971 року, очоливши тренерський штаб клубу «Флуміненсе».
1977 року знову став головним тренером команди «Флуміненсе», тренував команду з Ріо-де-Жанейро один рік.
Згодом протягом 1979–1980 років очолював тренерський штаб клубу «Наутіко Капібарібе».
1988 року прийняв пропозицію попрацювати у клубі «Ботафогу». Залишив команду з Ріо-де-Жанейро 1988 року.
Протягом одного року, починаючи з 1991, був головним тренером команди «Америка Мінейру».
1993 року був запрошений керівництвом клубу «Крузейру» очолити його команду, з якою пропрацював до 1993 року.
Протягом тренерської кар'єри також очолював команди «Американо», «Гойтаказ», «Бангу» та «Америка» (Ріо-де-Жанейро).
Останнім місцем тренерської роботи був клуб «Флуміненсе», головним тренером команди якого Жуан Карлос Батіста Піньєйро був протягом 1994 року.
Помер 30 серпня 2011 року на 80-му році життя в Ріо-де-Жанейро через рак передміхурової залози, який його турбував кілька років. З цієї причини «Флуміненсе» наступного дня вийшов на матч з Сан-Паулу, з чорною смужкою на сорочці, на верхній частині щита, як демонстрація жалоби та жалю. 

## Титули і досягнення

### Як гравця
- Переможець Ліги Каріока (2):

«Флуміненсе»: 1951, 1959
- Переможець Ліги Баїяно (1):

«Баїя»: 1964
- Переможець Панамериканського чемпіонату: 1952
- Срібний призер Чемпіонату Південної Америки: 1953

### Як тренера
- Володар Кубка Бразилії (1):

«Крузейру»: 1993
- Переможець Ліги Каріока (1):

«Флуміненсе»: 1977